# Таллент, Гарри
Гарри Таллент (англ. Garry Tallent; 27 октября 1949, Детройт, Мичиган, США) — американский музыкант и продюсер, наиболее известный как басист и один из основателей E Street Band, основной аккомпанирующей группы Брюса Спрингстина с 1972 года. По состоянию на 2023 год, Таллент является единственным оригинальным участником E Street Band, помимо Спрингстина.
В 2014 году он был включён в Зал славы рок-н-ролла в качестве участника E Street Band.

## Биография
Родился в Детройте, штат Мичиган, вырос в Нептьюн-Сити, неподалёку от Джерси-Шор. В детстве освоил тубу — затем переключившись на бас-гитару. Во время учёбы в местной средней школе познакомился с будущими коллегами-музыкантами Джонни Саутсайдом и Вини Лопесом.
В юности на формирующийся стиль Таллента оказали влияние такие бас-гитаристы, как Джеймс Джемерсон, Дональд «Дак» Данн и Пол Маккартни. С 1971 года он начал выступать со Спрингстином — вначале в двух любительских группах, а затем в E Street Band, став одним из основателей коллектива в 1972-м. Таллент занимал одну из ключевых ролей в музыке Спрингстина (как на концертах, так и в студии). Наиболее известные партии бас-гитариста можно услышать в композициях «Fire», «Prove It All Night», «Kitty’s Back» и «Incident on 57th Street». В первые годы существования E Street Band он иногда играл на концертах и в студии на тубе (особенно выделяется песня «Wild Billy’s Circus Story»).
Помимо работы со Спрингстином, Таллент сотрудничал со многими другими известными исполнителями. В 1987 году он спродюсировал песню «Crying, Waiting, Hoping» Маршалла Креншоу для саундтрека к фильму «Ла Бамба». В 1990-х годах, когда группа E Street Band временно бездействовала, Таллент переехал в Нэшвилл, переключившись на кантри и рокабилли (к этому моменту к нему прицепилось шуточное прозвище «The Tennessee Terror», которое он получил после автопутешествия по Теннесси). Там он открыл студию звукозаписи MoonDog и помог основать лейбл D’Ville Record Group. Впоследствии музыкант спродюсировал таких артистов, как Джим Лодердейл, Кевин Гордон и Стив Форберт.
12 декабря 2020 года Спрингстин выступил с E Street Band на шоу Saturday Night Live. Таллент не смог принять участия в съёмках из-за логистических проблем связанных с пандемией COVID-19. Это был первый случай, когда бас-гитарист отсутствовал на выступлении группы. В качестве замены был приглашён Джек Дэйли из Little Steven & the Disciples of Soul (ансамбля Стивена Ван Зандта).